# Wiry (województwo dolnośląskie)

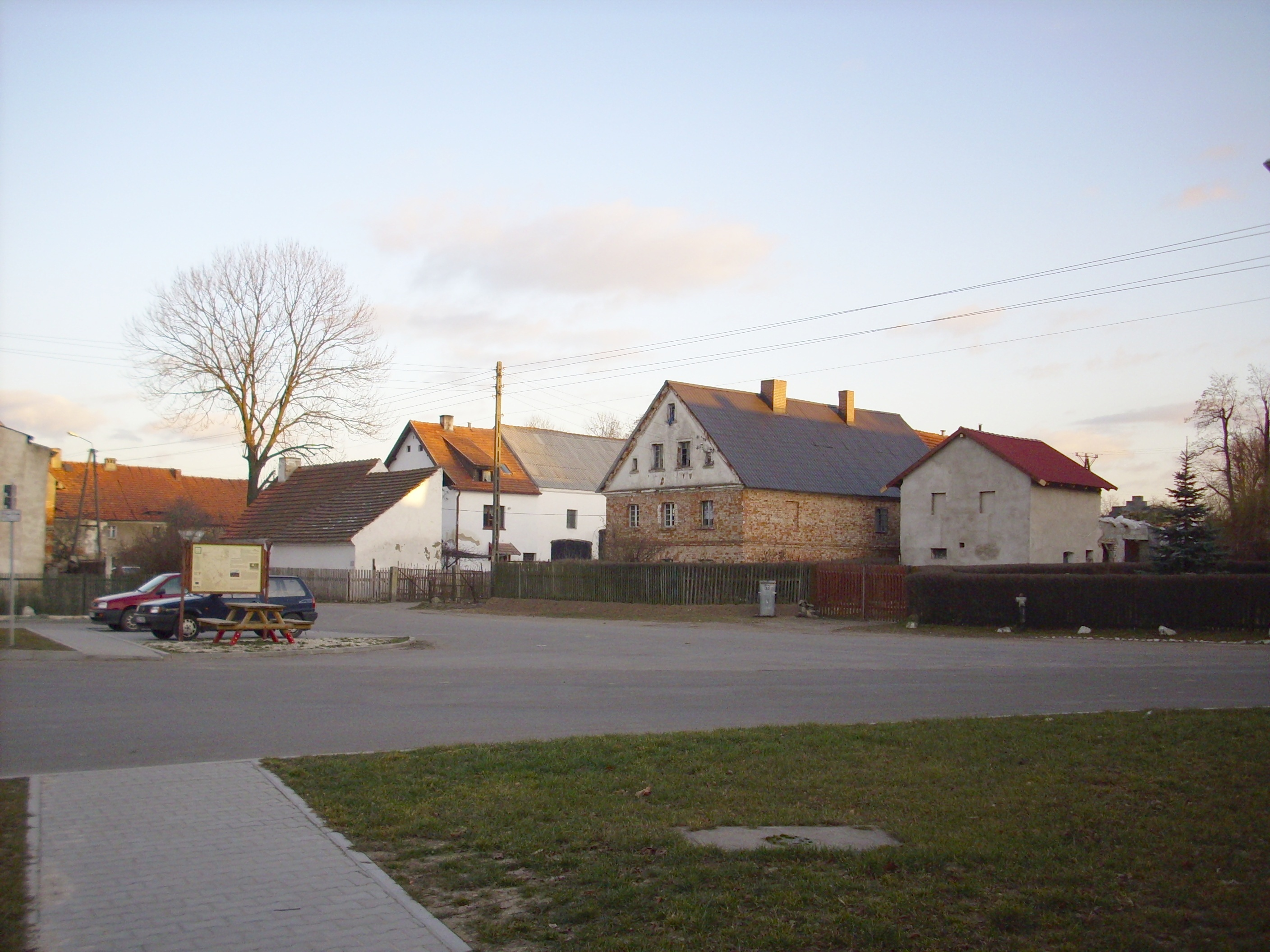

Wiry (niem. Groß Wierau, 1945–1946 Wiry Duże) – wieś w Polsce położona w województwie dolnośląskim, w powiecie świdnickim, w gminie Marcinowice.

## Podział administracyjny
W latach 1975–1998 miejscowość należała administracyjnie do województwa wałbrzyskiego.

## Położenie
Wieś położona na wschodnim skraju Równiny Świdnickiej, na południowy zachód od u Masywu Ślęży oraz na północ od Wzgórz Kiełczyńskich, nad początkowym odcinkiem Czarnej Wody.

## Historia
Pierwsza wzmianka o miejscowości pochodzi z roku 1193 – 9 kwietnia papież Celestyn III potwierdził kanonikom regularnym z wrocławskiego Piasku ich własności, jedną z osad były Viuri. W roku 1205 zgodnie prawem niemieckim, wprowadzonym przez Henryka Brodatego, we wsi utworzono urząd wójta. Wieś jest też wzmiankowana w łacińskim dokumencie z 1223 roku wydanym przez biskupa wrocławskiego Lorenza pod zlatynizowaną formą Viri. Wzmiankowana w łacińskim dokumencie z 1250 roku wydanym przez papieża Innocentego IV w Lyonie gdzie zanotowana została w zlatynizowanej formie Wiri.
W wyniku trzech wojen śląskich toczonych w latach 1740–1763 pomiędzy Austrią oraz Prusami, miejscowość wraz z całym Śląskiem znalazła się ostatecznie w granicach Prus.
Duże zniszczenia w czasie wojny trzydziestoletniej – m.in. zniszczenie klasztoru kanoników (byli właścicielami wsi aż do sekularyzacji w 1810 r.); odbudowa trwała do roku 1648. W roku 1825 we wsi były: 72 domy, sołectwo, kościół, szkoła, cegielnia i browar. Mieszkańcy hodowali owce i bydło oraz trudnili się tkactwem. W roku 1922 wieś należała do H. Rossdeutschera.
W roku 1959 odkryto złoża magnezytu. Magnezytom towarzyszą rzadkie minerały szlachetne. W celu udostępnienia złoża w latach 60. XX wieku uruchomiono kopalnię głębinową Wiry, która należała do Strzeblowskich Kopalń Surowców Mineralnych w Sobótce. Kopalnia znajduje się u podnóża góry Szczytnej (466 m n.p.m.), która wchodzi w skład Wzgórz Kiełczyńskich. Złoża mają długość około 4,5 km i ciągną się w kierunku zachodnim pod polami wsi Wiry, natomiast jedyna upadowa prowadząca do podziemi, której wejście znajduje się na wysokości 247 m n.p.m. oraz zabudowania techniczne położone są już na terenie wsi Wirki. Magnezyt był przerabiany w zakładach w Świdnicy.
Kopalnia działała do lipca 1996 roku, a jej likwidację rozpoczęto w 2004 roku. Później, w latach 2007–2013, z podziemi pobierano wodę, następnie butelkowaną i sprzedawaną jako woda mineralna „Ślężanka”. Poza budynkami zaadaptowanymi na rozlewnię pozostałe obiekty rozebrano. Na hałdach, gdzie gromadzony był materiał płonny, można znaleźć liczne chryzoprazy i chryzotyle. 
W 2017 roku część nieczynnych wyrobisk kopalni Wiry została udostępniona jako podziemna trasa turystyczna. Trasa została wytyczona upadową oraz wyrobiskami trzeciego i czwartego poziomu wydobywczego dawnej kopalni. Najgłębiej położone miejsce na trasie zwiedzania znajduje się na poziomie 144 m n.p.m., a więc ponad 100 m poniżej wejścia. W pierwszym roku (2017) podziemia Kopalni Wiry zwiedziło kilkaset osób.

## Zabytki

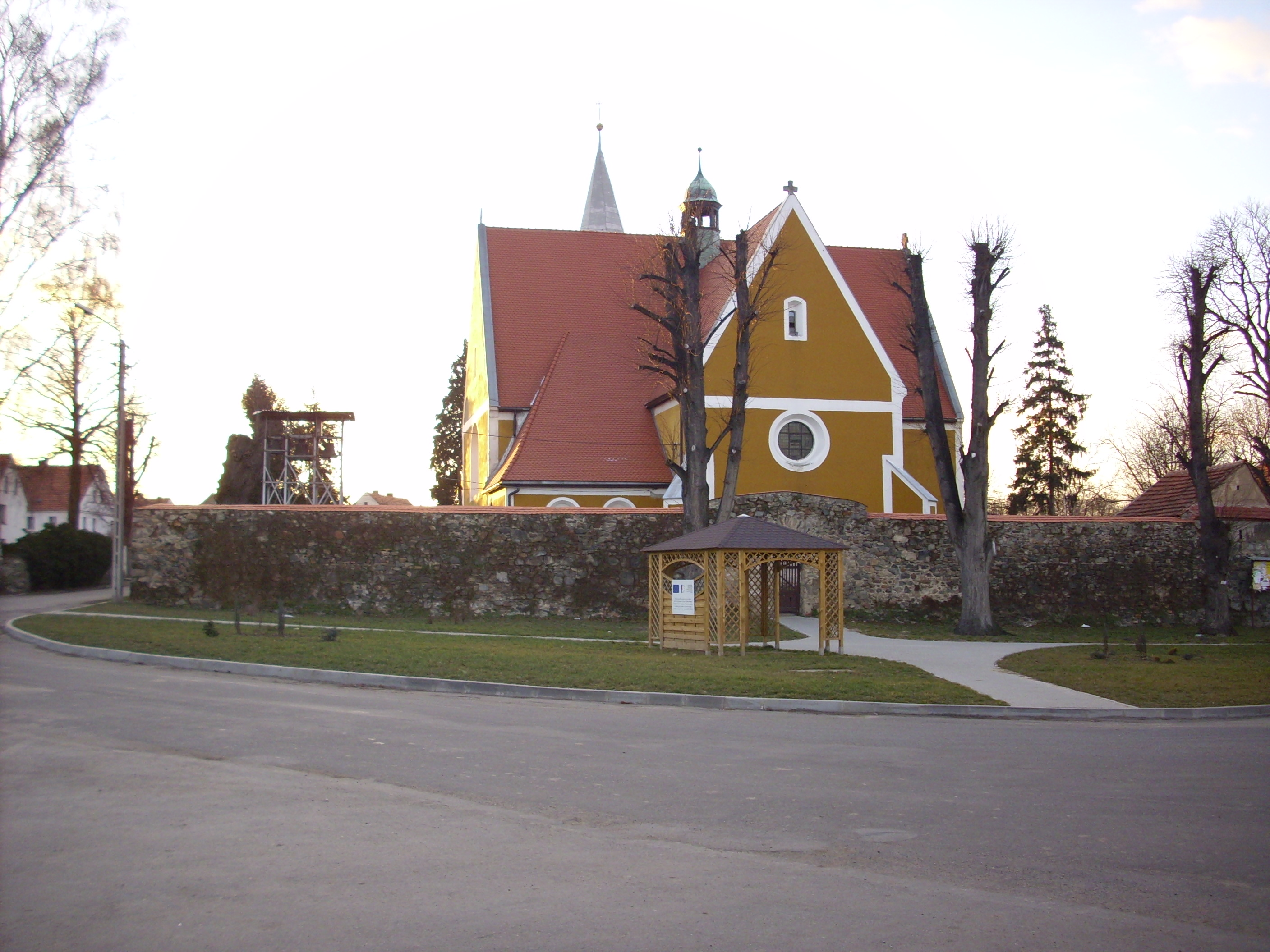
Kościół pw. św. Michała Archanioła

Do wojewódzkiego rejestru zabytków wpisane są:
- rzymskokatolicki kościół par. pw. św. Michała Archanioła, z początku XVI w., powstał na miejscu pierwotnego z XIII w., przebudowany w wieku XVII, rozbudowany w 1906 r., odnowiony w roku 2000; jednonawowy z prostokątną zakrystią, kwadratową wieżą z krenelażem i iglicowym hełmem i ośmioboczną sygnaturką z prześwitem. Wnętrze w stylu późnobarokowo-rokokowym, ołtarze z XVIII w. Kościół otoczony jest kamiennym murem z XVII w. W otoczeniu, lapidarium pozostałe po dawnym cmentarzu.
- zespół pałacowy:
  - pałac w ruinie, obecnie dom nr 1; barokowy pałac z pierwszej połowy XVII wieku, przebudowano w 1778 r.; pałac należący w przeszłości do zakonu położony jest w zachodniej części wsi
  - park krajobrazowy, z drugiej połowy XIX w.; zniszczony i zdziczały

Inne zabytki:
- murowany XIX-wieczny wiatrak, który przebudowano na cele mieszkalne; położony przy drodze gminnej do wsi Tąpadła
- dwie kapliczki domkowe z początków XIX wieku[12]